# Path tracing
El Path tracing o traçador de camins és un algorisme que empra el mètode de Montecarlo per a renderitzar gràfics d'ordinador i obtenir escenes tridimensionals simulades. La il·luminació global és fidel a la realitat i s'aconsegueixen resultats foto-realistes. Fonamentalment, l'algorisme traça raigs des d'una càmera virtual, quan un raig colpeja una superfície reflectora o refractiva, repeteix el procés fins que arriba a una font de llum. La sèrie de raigs de la càmera a la llum formen un "camí". Fou introduït per Jim Kajiya el 1986 i deriba del ray tracing. El Path tracing té un caràcter de producció aleatòria de raigs, assoleix excel·lents resultats en fenòmens complexos que no es gestionen en el ray tracing, com a desavantatge s'obté més soroll. Aquest es pot reduir augmentant el temps de render.